# Сілвер-Сендс
Сілвер-Сендс (англ. Silver Sands) — літнє село в Канаді, у провінції Альберта, у складі муніципального району Лак-Сент-Анн.

## Населення
За даними перепису 2016 року, літнє село нараховувало 160 осіб постійного населення, показавши зростання на 88,2%, порівняно з 2011-м роком. Середня густина населення становила 66,3 осіб/км².
З офіційних мов обидвома одночасно володіли 10 жителів, тільки англійською — 150. Усього 5 осіб вважали рідною мовою не одну з офіційних.
Працездатне населення становило 110 осіб (73,3% усього населення), рівень безробіття — 9,1%.

## Клімат
Середня річна температура становить 2,4°C, середня максимальна – 20,5°C, а середня мінімальна – -20,5°C. Середня річна кількість опадів – 519 мм.
| Клімат поселення                              | Клімат поселення | Клімат поселення | Клімат поселення | Клімат поселення | Клімат поселення | Клімат поселення | Клімат поселення | Клімат поселення | Клімат поселення | Клімат поселення | Клімат поселення | Клімат поселення | Клімат поселення |
| Показник                                      | Січ.             | Лют.             | Бер.             | Квіт.            | Трав.            | Черв.            | Лип.             | Серп.            | Вер.             | Жовт.            | Лист.            | Груд.            |                  |
| Середній максимум, °C                         | −7,58            | −3,62            | 1,68             | 9,69             | 15,79            | 19,87            | 20,53            | 20,21            | 15,02            | 9,92             | 0,55             | −5,4             |                  |
| Середня температура, °C                       | −14,03           | −10,08           | −4,77            | 3,24             | 9,32             | 13,41            | 15,63            | 15,31            | 10,12            | 5,00             | −4,36            | −10,3            |                  |
| Середній мінімум, °C                          | −20,5            | −16,54           | −11,24           | −3,22            | 2,86             | 6,95             | 10,72            | 10,39            | 5,20             | 0,10             | −9,27            | −15,22           |                  |
| Норма опадів, мм                              | 26               | 16               | 18               | 29               | 55               | 91               | 100              | 71               | 44               | 27               | 23               | 19               |                  |
| Середньомісячна швидкість вітру, м/с          | 3.20             | 3.40             | 3.40             | 3.50             | 3.40             | 3.10             | 2.90             | 2.72             | 2.91             | 3.30             | 3.12             | 3.20             |                  |
| Середньомісячна сонячна радіація, кДж/м²·день | 3384             | 6828             | 12108            | 17088            | 20448            | 21961            | 22046            | 18495            | 12554            | 7359             | 3661             | 2470             |                  |
| --------------------------------------------- | ---------------- | ---------------- | ---------------- | ---------------- | ---------------- | ---------------- | ---------------- | ---------------- | ---------------- | ---------------- | ---------------- | ---------------- | ---------------- |
| Джерело:                                      |                  |                  |                  |                  |                  |                  |                  |                  |                  |                  |                  |                  |                  |